# Friche

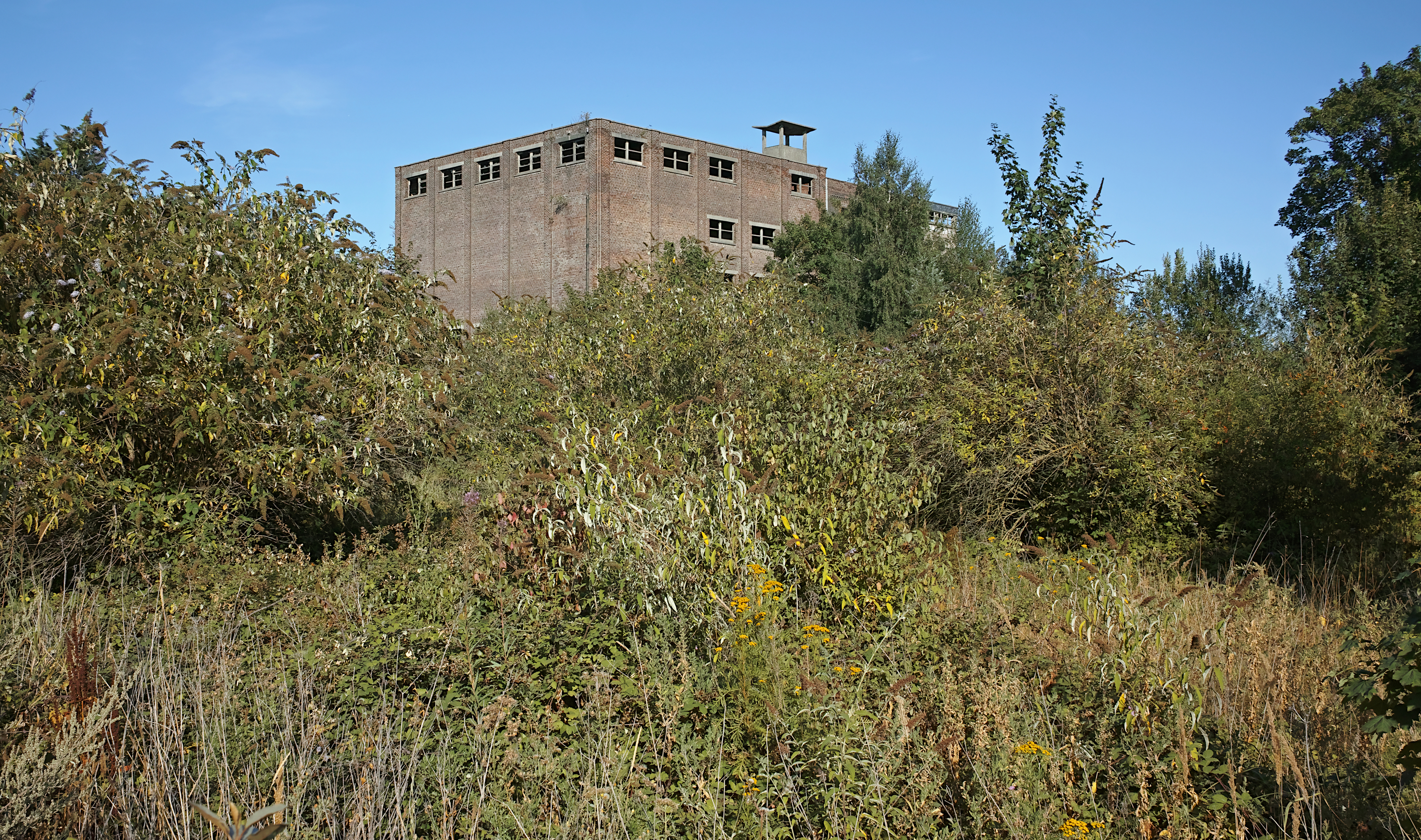
Friche urbaine colonisée par le Buddleia de David (rue Jules Noutour, Lille, France).

Une friche est un terrain précédemment exploité (champ, prairie, verger, vigne, jardin...), abandonné par l'humain et colonisé par une végétation spontanée (espèces héliophiles, rudérales). Cette zone sans occupant humain actif n’est plus cultivée, productive ni même entretenue, mais des activités marginales peuvent s’y étendre si ses parties restent accessibles : pâturage, cueillette, braconnage, chasse ou pêche, etc.
Le défrichage est le désencombrement (provisoire ou définitif) d’une friche amenant, ou non, une mise en culture ou en parc surveillé : suppression des ronces et broussailles, voire coupe de la strate arborée. Le mot défrichement désigne l'activité de suppression de l'état de forêt.
Par analogie, on parle de friche urbaine (propriété laissée à l'abandon) ou de friche industrielle (espace industriel désaffecté).
L’enfrichement est le passage progressif à l'état de friche selon le principe de succession végétale. 
Selon l'ancienneté de la friche et son degré de recouvrement, sa hauteur et sa composition floristique changent. Les écologues distinguent donc, selon le type de végétation qui s'y développe :
- la friche herbacée ou herbeuse qui peut être entretenue à l'état ouvert ou semi-ouvert et peut être pâturée ;
- la friche arbustive (stade de friche armée où se développent en masse des épineux ou selon, le taux d'embroussaillement par les fourrés, stade de lande ou de fruticée) ;
- la friche arborée (reboisée naturellement ou artificiellement)[1].

## Origine du mot
Le mot friche a une origine discutée, et peut-être multiple, c'est-à-dire résultant de la fusion de plusieurs mots d’origines et de significations différentes.
Dans la littérature agricole des siècles passés, il désigne le plus souvent une prairie pâturée – à l’opposé de la définition statistique actuelle, qui exclut le pâturage. Défricher signifiait alors retourner une prairie. Parmi de multiples exemples, on peut citer Olivier de Serres, qui en 1600 recommande d’alterner, au cours des années, l'ensemencement des prairies (« préer ») et leur défrichage, ce que nous appelons aujourd'hui des rotations avec prairies temporaires.
Mais l’idée d’abandon semble être, elle aussi, très ancienne, peut-être parce qu’on fait beaucoup moins de travaux sur une prairie que sur une terre labourée. C’est cette idée qui s’est imposée de nos jours.

## Définition

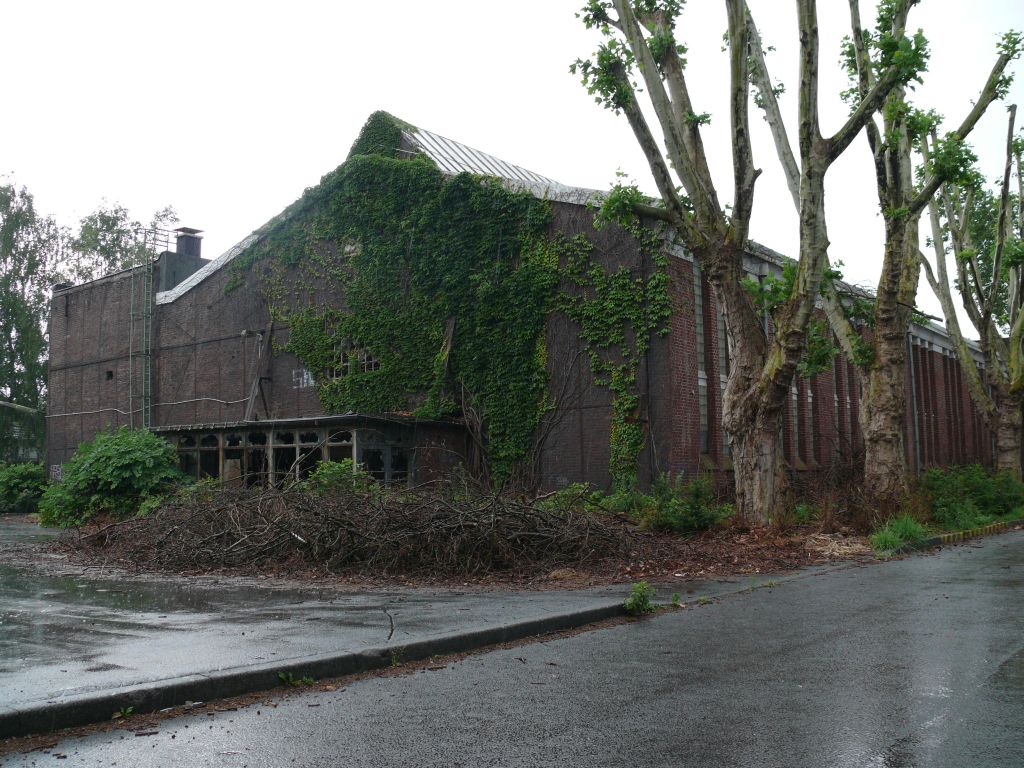
Friche industrielle, susceptible de faire l’objet d’une requalification ou d’une démolition

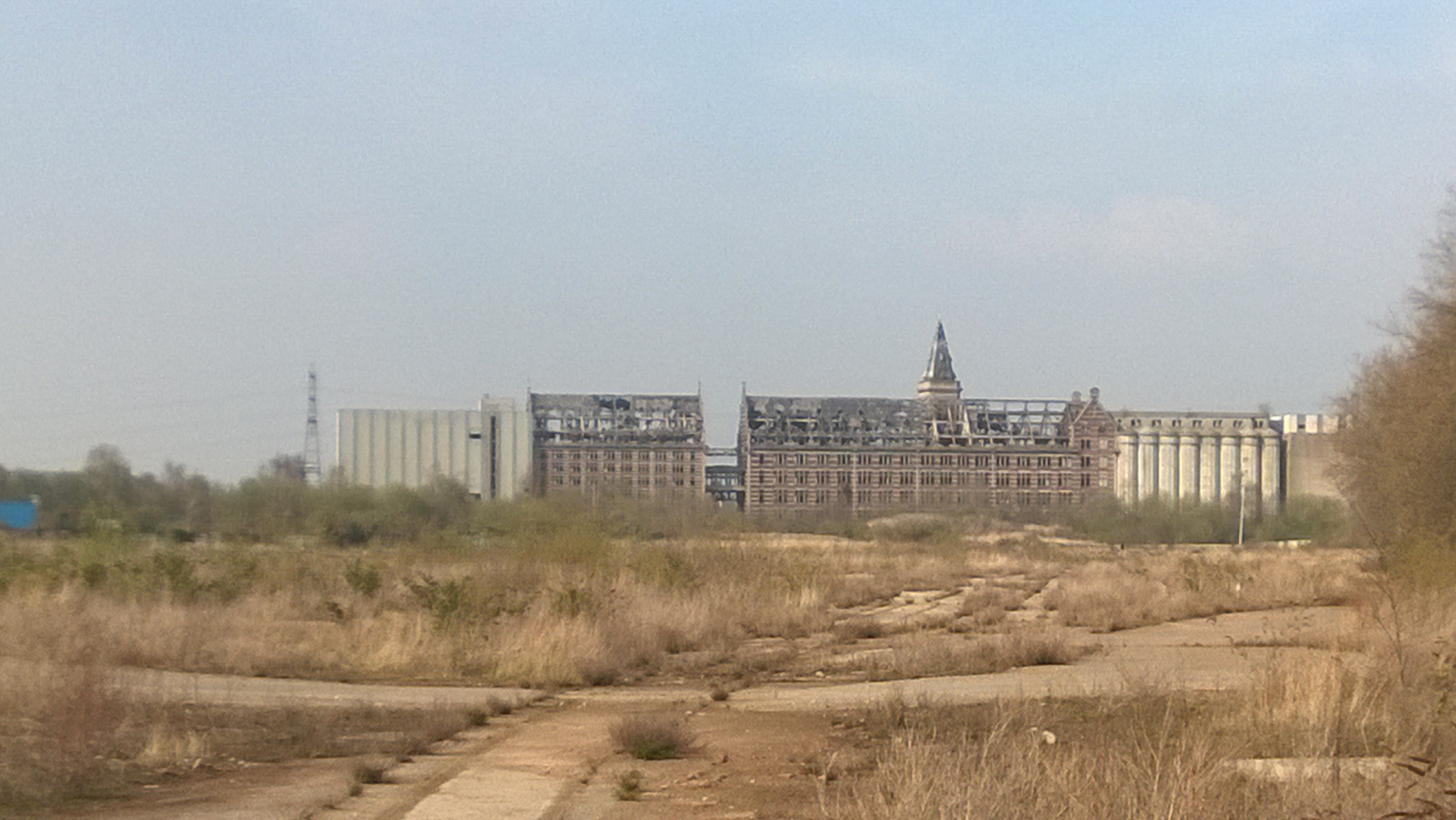
Friche industrielle des moulins de Paris à Marquette-Lez-Lille (59)

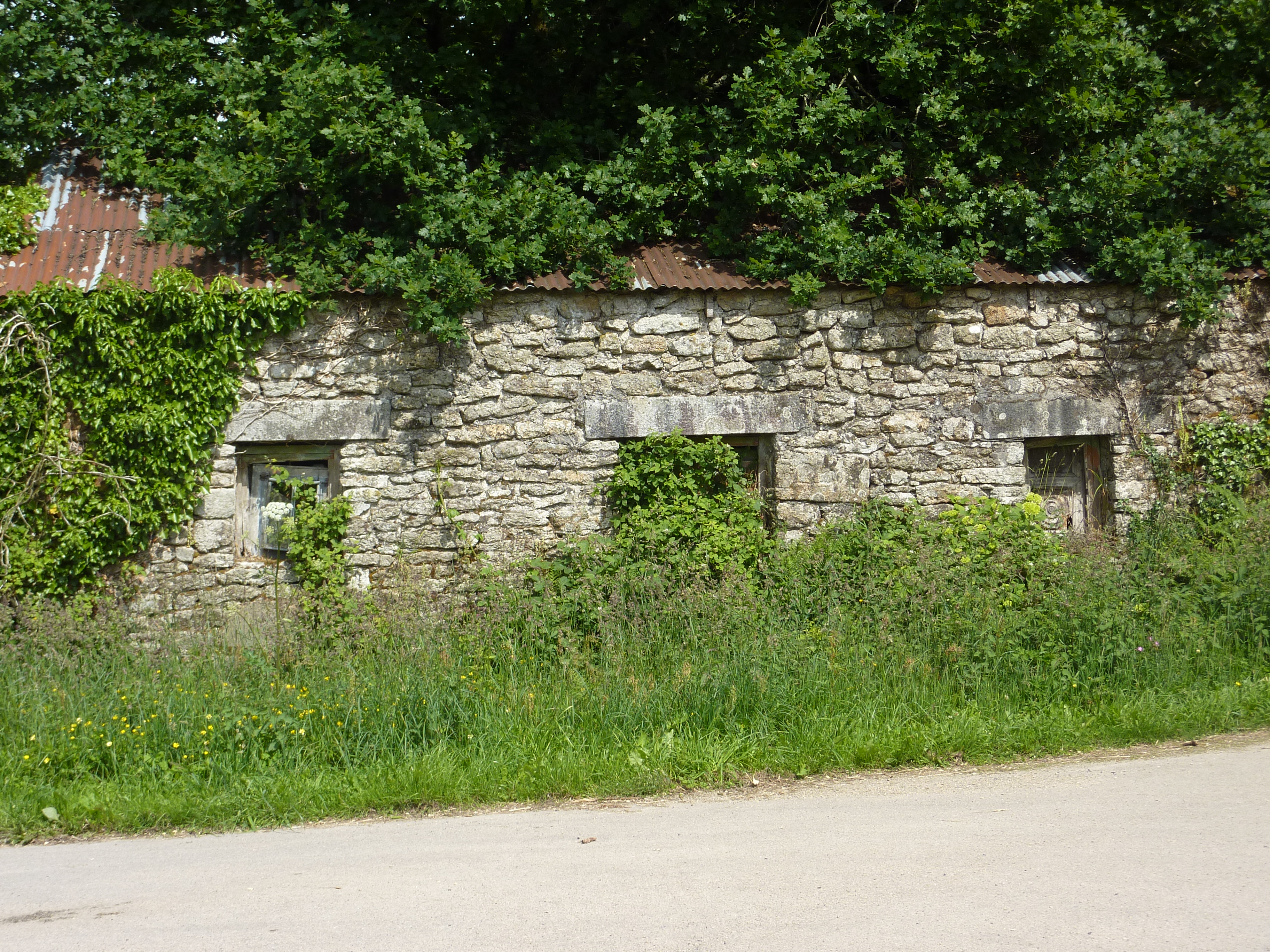
Maison abandonnée dans un village dépeuplé des monts d'Arrée

Le mot friche désigne aussi, en zone urbaine, tout terrain (ou bâtiment) mis en valeur ou utilisé précédemment, puis délaissé, fut-ce de manière partielle. 
Ce sont généralement des bâtiments industriels abandonnés pour des raisons économiques (faillite) ou sociologiques (dépeuplement de secteurs en crise : bassins houillers ou sidérurgiques). Ils peuvent faire l’objet d'une requalification urbaine et recevoir des aides publiques. Il existe aussi des cas de villes entières abandonnées (villes de garnison, villes champignons minières du Far West, communes désertées à la suite de guerres, villes et villages contaminés par les retombées de Tchernobyl). On les désigne parfois sous le nom de ville fantôme.
La friche représente un état transitoire dans le processus de renouvellement urbain. La complexité de sa reconversion peut entraîner un état d’abandon prolongé. La plupart des friches nécessitent une intervention des pouvoirs publics pour les rendre disponibles à un nouvel usage. 
Des  critères d'identification et de classification ont été créés pour ordonner la grande diversité des friches, selon : l'étendue de la friche, le temps de vacance (durée de non occupation) et la nature du terrain (dernière activité officielle exercée sur le site). Plusieurs catégories de friches ont ainsi été créées : 
- Les friches industrielles sont des zones industrielles ayant arrêté toute activité ; le terrain peut avoir été totalement libéré (locaux, machines...) ou conserver des vestiges. Ces friches constituent un patrimoine varié (culturel, historique, foncier, et parfois en infrastructures réutilisables). Mais les friches industrielles posent aussi des problèmes de dépollution si l'on souhaite les reconvertir (agriculture, logement, loisirs…). Le nombre de ces friches est en augmentation depuis 1970 en France ; d’après le rapport Lacaze (1985-86)[4], il y avait en France en 1985 environ 20 000 ha de friches industrielles.
- Les friches militaires : certaines ont les caractéristiques de friches industrielles. Ces friches bénéficient généralement de programmes de reconversion aidés par les pouvoirs publics.
- Les friches ferroviaires : à l’heure actuelle, d’après Réseau Ferré de France, il s'agit de 4 000 km de voies inutilisées  auxquelles s’ajoutent des bâtiments liés à l'activité ferroviaire.
- Les friches portuaires : elles sont apparues à partir des années 1970-1980 à la suite de l'effondrement de l'industrie lourde. On a notamment observé l’apparition de friches importantes dans les villes de Nantes et Dunkerque, à la suite de la fermeture des chantiers navals en 1987.
- Les friches administratives et d’équipements publics (écoles, stades, hôpitaux, etc.)
- Les friches d’habitat : apparues d'abord dans les bassins industriels en déclin, elles peuvent aussi concerner d'autres types de ville.
- Les friches commerciales et tertiaires (ZAC à l’abandon, complexes hôteliers désaffectés, etc.)[2]
- La friche agricole résulte de la déprise agricole (abandon des terres). Lorsqu'une terre agricole abandonnée commence à se reboiser naturellement, on parle d' « accrues ». La friche doit être distinguée de la jachère, qui constitue un repos du sol.

## Requalification des friches urbaines
Des décennies d'étalement urbain puis de déclin industriel ont provoqué l'émergence de délaissés, tels que les friches urbaines qui, aujourd'hui, forment des espaces fortement convoités dans le cadre d'opération d'aménagement lorsque situés à proximité des centres urbains.
En France, des établissements publics fonciers (EPF), régionaux, peuvent lever une taxe pour réhabiliter les friches industrielles ou urbaines. 50 % environ des friches existantes dans les années 1980-1990 (10 000 ha environ) étaient situées dans les anciens départements industriels du Nord et du Pas-de-Calais, dues à la crise de l’industrie charbonnière, métallurgique et des filatures à la fin du XXe siècle. Les EPF peuvent s’appuyer sur des bases de données (BASIAS, BASOL) et des études de risque pour mieux cibler les mesures de mise en défend, en sécurité ou de dépollution, avant requalification du site. Ces sites ont dans un premier temps été rendus à l’industrie. Depuis les années 1990, ils sont plutôt rendus à la nature (trame verte) ou transformés en Espaces verts. Dans le Nord-Pas-de-Calais, l’EPF a ainsi avant 2005 déjà replanté plus de 10 millions d’arbres et buissons sur ces sites requalifiés, et la Mission Bassin minier aide à les intégrer dans la Trame verte du bassin minier

### La préservation du patrimoine des friches: entre contrainte et opportunité
Les friches urbaines laissent à voir des terrains inoccupés, délaissés ou abandonnés. Ces dernières sont symboliquement marquées par une mauvaise prise en compte des enjeux urbanistiques. Ces zones témoignent d’une vision de la ville, aujourd’hui révolue, où l’espace disponible apparaissait illimité.
Comme nous avons pu le voir précédemment, de nombreuses friches sont durablement polluées par les activités industrielles qui ont marqué leur histoire. De nombreuses démarches visant la gestion de ces pollutions existent mais les enjeux relatifs à la biodiversité n’y sont pas systématiquement intégrés.
Par ailleurs, la préservation du patrimoine bâti des friches présentes des enjeux majeurs. 
La  perpétuation de la mémoire d’activités emblématiques d’une région permet de rassembler les futurs usagés autour d’une identité commune. Ce principe fait particulièrement sens en région Nord-Pas-de-Calais de par l’importance sociale du passé industriel.
Néanmoins, la préservation et la valorisation de ce patrimoine peut parfois entraver les dynamiques écologiques des friches. En effet, la réappropriation des friches urbaines par les municipalités et les aménageurs se fait bien souvent au détriment des enjeux de biodiversité notamment par une destruction des écosystèmes engendrée par l’abandon du site.
En outre, les enjeux de densification du tissu urbain viennent accroître les pressions sur ces espaces singuliers. C’est ainsi que la reconversion des friches urbaines cristallise l’ensemble des problématiques relatives à la ville durable de demain. 

#### Les friches urbaines: un support de la trame verte urbaine
Avant d'intégrer une friche dans une trame écologique (ou trame verte), un diagnostic minimal (règlementaire obligatoire dans certains pays) est nécessaire, en accord avec les différents zonages existants sur le territoire. Les friches peuvent, au cas par cas se trouver au sein de ZNIEFF, ZICO, Zones Natura 2000, Arrêté Préfectoral de Protection de Biotope (APPB) ou encore ENS. Et elles peuvent être polluées.
Comme rappelé par N. Machon en 2021, « les friches urbaines peuvent être d'étonnants réservoirs de biodiversité pour les villes » : les friches urbaines « sont caractérisées par l'abandon de la gestion, ce qui conduit à la coexistence de la flore autrefois cultivée ou de la flore horticole avec la flore spontanée [...] Leur diversité est optimale lorsque leur taille dépasse quelques milliers de mètres carrés, lorsqu'ils ont entre 15 et 20 ans, lorsqu'ils sont reliés à d'autres réservoirs de biodiversité par des infrastructures linéaires végétalisées, et lorsque la pression des activités humaines reste faible. Dans ce cas, la préservation de ces friches représente un bénéfice non négligeable pour la préservation de la biodiversité d'une ville, et pour le bénéfice, entre autres services, de la qualité de vie de ses citoyens ».
Si la friche semble présenter un tel potentiel écologique, à partir de ce premier diagnostic, il convient de réaliser un diagnostic faune-flore et écosystémique plus approfondi, réalisé par un écologue et permettant d'établir une cartographie des habitats d'intérêt et des enjeux écologiques qui leur sont associés.
Ce diagnostic évalue aussi les dynamiques écologiques en cours, et l'écopotentialité du site. 
Il ne doit pas se restreindre au strict périmètre du site d'étude, mais aussi évaluer l'intégration du site au réseau écologique urbain (« trame verte », urbaine, périurbaine, rurale, régionale, etc.).
Au-delà des considérations purement écologiques des trames vertes et bleues de dimension régionale, la trame verte urbaine est souvent, pour partie au moins, un réseau d'espaces verts répondant à des enjeux sociaux et économiques.
On retrouve ces enjeux dans cette définition. Trame verte : « un maillage urbain assurant à la fois la circulation de la biodiversité et une utilité sociale : cette trame est un moyen de répondre à la demande de nature des citadins et à l'impératif de densification de la ville. ». 
En effet, cette « infrastructure végétale » répond à de nouveaux enjeux tels que la désimperméabilisation des surfaces artificialisées et la gestion alternative des eaux pluviales la lutte contre les îlots de chaleur urbains, les questions de santé publique et de bien-être ainsi que les politiques d'encouragement aux mobilités douces.
Malgré tout cette infrastructure participe à la gestion de la biodiversité ordinaire et est une traduction à part entière du concept de nature adaptée à la ville.
Cette démarche de diagnostic permettra à l'écologue d'établir des recommandations en matière de préservation des espèces et de connectivité écologique qui pourront alimenter la conception de l'aménagement.

#### Accompagner la friche dans sa dynamique écologique
En France, l’ADEME donne trois préconisations environnementales essentielles pour la reconversion des friches urbaines :
- Préserver les habitats favorables aux espèces faunistiques et floristiques protégées ;
- Prévoir de nouveaux espaces favorables à l’épanouissement de la faune et de la flore ;
- Mettre en place des continuités écologiques internes à l’aménagement et en lien avec les continuités externes[13]

Selon les investigations des écologues attachés au projet de requalification, il se peut que des espèces ou des habitats remarquables soient présents sur la friche. Dans ce cas, ces derniers devront faire l’objet d’une protection adaptée au regard de la législation à laquelle ils sont soumis. 
Au-delà de ces éléments dits « remarquables », l’ensemble des éléments vivants de la friche doivent être considérés comme ayant de la valeur. En effet, dans une logique d’aménagement durable, la création de nouveaux espaces favorables à la biodiversité doit se faire en s’appuyant sur la végétation existante. Il convient d’accompagner intelligemment cette dernière dans sa dynamique de conquête de l’espace en établissant les conditions de son développement. Ainsi, on peut envisager différentes solutions techniques pour aller dans ce sens, il peut s’agir de la décompaction des sols, de la fracturation des dalles existantes ou encore d’apports de matière organique.
Par ailleurs, la création de nouveaux espaces végétalisés peut s’inspirer de milieux existant sur la friche. En effet, de tels milieux permettront l’épanouissement d’une faune et d’une flore qui font tout l’intérêt écologique des friches urbaines. 
Outre la préservation et la création de milieux favorables à la biodiversité, la notion de connectivité écologique ne doit pas être oubliée.

##### Maximiser l’intégration de la friche à la trame verte urbaine
Les enjeux inhérents au maintien de la fonctionnalité des « réservoirs de biodiversités » prennent dans les politiques publiques une importance plus large depuis quelques années. L’intégration des trames vertes et bleues dans les SRCE (Schémas Régionaux de Cohérence Ecologique) permettra la prise en compte des trames dans les futurs SCOT (Schémas de Cohérence Territoriaux) et PLU(i) (Plans Locaux d’Urbanismes intercommunaux).
Ce nouveau paradigme s’est transcris en région Nord-Pas-de-Calais dans certains aménagements pionniers.
Par exemple avec la prise en compte d’importantes colonies d’hyménoptères sauvages sur la carrière de sablons de la commune d’Hamel.
En effet, des colonies d’abeilles psammophiles ont utilisé comme espace de nidification des talus sableux créés par l’activité industrielle. L’exploitant a décidé, en concertation avec la commune, de préserver cette richesse exceptionnelle en abandonnant l’exploitation sur certains sites de la carrière. Il a aussi pris l’initiative de créer de nouveaux habitats sablo-limoneux exposés au soleil favorables aux espèces solitaires sabulicoles.
Par ailleurs, il a été acté la création de dépressions humides favorables au développement de certaines espèces déjà inventoriées sur le site telles que :

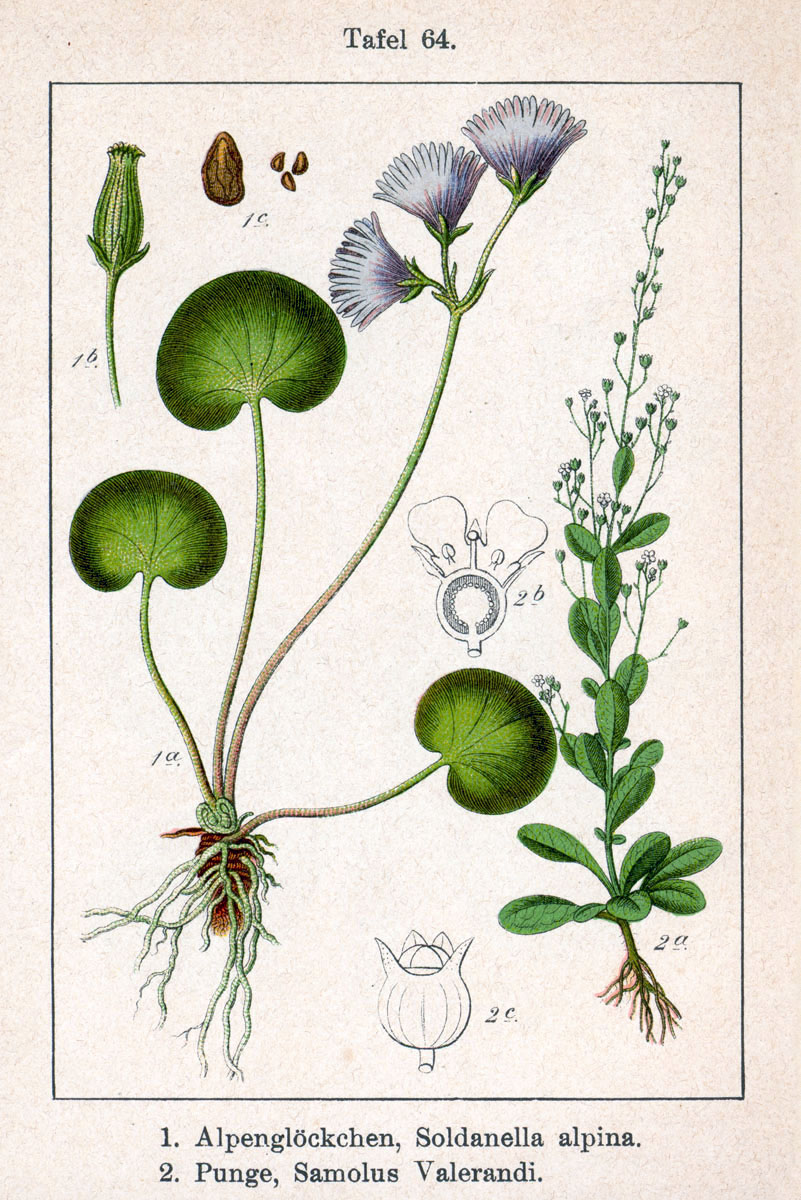
Samole de Valerand
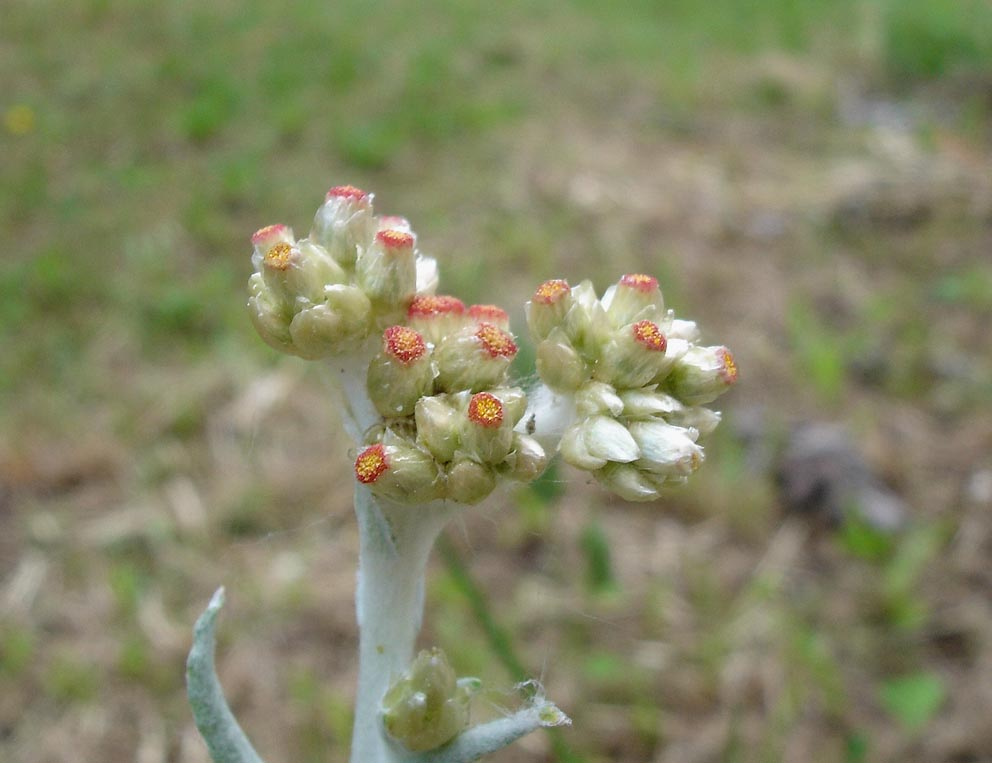
Gnaphale jaunâtre

##### Densifier le réseau écologique par une programmation intelligente
La connectivité entre les milieux est un élément essentiel de la dynamique écologique. Ainsi, il convient de maximiser cette connectivité au sein de la friche. Pour ce faire, on peut aménager la friche en créant des continuités végétales entre les différents îlots de biodiversité existant.
Si l’aménagement prévoit la construction de bâtiments, l’implantation de ces derniers devra se faire de manière raisonnée. De fait, les bâtiments devront limiter leur emprise au sol et ne pas entrer en conflit avec les continuités écologiques identifiées. Leur orientation devra ainsi maximiser la densité du maillage végétal afin d’augmenter le potentiel d’échange entre les différents milieux de la friche.
Ce principe de connectivité doit être considéré également vis-à-vis des autres écosystèmes urbains. La friche urbaine peut ainsi constituer un élément à part entière de la trame verte urbaine. La conception devra par conséquent intégrer ce principe en dessinant des digitations venant maximiser la connectivité entre espaces végétalisés.
Au-delà de la végétalisation du sol, celle du bâti peut être un outil intéressant pour augmenter l’écopotentialité du site.

##### Les bâtiments comme supports de végétalisation
La végétalisation des bâtiments permet de limiter grandement l’impact négatif de ces derniers sur la biodiversité. En effet, si la végétation est suffisamment abondante et diversifiée elle permet de créer de nouveaux habitats au sein même des éléments bâtis.  
Ainsi, les murs, les toitures, les balcons et les terrasses peuvent être végétalisés. Pour ce qui est des toitures végétalisées, elles imposent des contraintes techniques particulières relatives à la portance du bâtiment pour supporter les apports de substrat de plantation. De fait, la plupart de ces toitures sont de type extensif (substrat de faible épaisseur avec plantation de sédums et autres couvre-sols bas) et on peut légitimement s’interroger sur la diversité biologique que peut accueillir un tel habitat. Par ailleurs, l’épaisseur de béton que nécessite l’établissement de toitures végétalisées intensives est particulièrement énergivore ce qui va à l’encontre d’un aménagement durable. Rappelons que le réchauffement climatique est considéré comme une cause importante d’érosion de la biodiversité. Ainsi, les émissions de gaz à effet de serre due à la consommation de source d’énergie fossile doivent être intégrés aux réflexions sur la gestion de la biodiversité.
On privilégiera la végétalisation des murs par la plantation de plantes grimpantes en pieds de façades en adaptant les supports à leur stratégie de développement (plantes sarmenteuses, à vrilles, à ventouse…). Ce type de végétalisation, certes simple et classique, semble bien mieux répondre aux problématiques environnementales globales que les dispositifs coûteux comme celui développé par Patrick Blanc. 
La végétalisation des structures permet d’intégrer au mieux les bâtiments dans leur environnement et s’inscrit dans la démarche de création de bâtiment à biodiversité positive. 
Inspiré des bâtiments à énergie positive, ce concept vise le développement d’une biodiversité importante sur le bâtiment, qui serait même supérieur à celle mesurée avant la construction. Bien qu’un tel objectif semble un peu utopique, il pousse les architectes et les ingénieurs à développer des systèmes innovants. À ce propos, la LPO  a édité un guide  traitant de l’intégration de la biodiversité aux bâtiments neufs par la mise en place de nichoirs, la végétalisation et la limitation des risques pour la faune.

##### Limiter l’impact des voiries et revêtements de sol
La plupart des aménagements urbains présentent une part importante de voiries diverses. Ces dernières forment d’importantes surfaces imperméabilisées qui constituent des éléments fragmentant pour les écosystèmes urbains. En effet, ces surfaces chaudes, sèches et stériles provoquent une rupture dans le continuum thermo-hygrométrique  ce qui perturbe fortement le déplacement de nombreuses espèces. Ainsi, une route en enrobé constitue un élément particulièrement fragmentant de par les hydrocarbures qu’elle contient et surtout par la température élevée qu’elle peut atteindre. Afin de limiter ce type de fragmentation, il convient de choisir des revêtements de sol dont l’élévation de température est limitée. De fait, le choix de revêtement poreux et à l’albédo élevé permet de limiter les écarts de température par rapport aux espaces végétalisés contiguës. D’ailleurs, ces revêtements peuvent eux-mêmes être végétalisés (joints de dalles et de pavés enherbés, parking végétalisés).
En outre, de tels revêtements participent à ce que l’on appelle la gestion alternative des eaux pluviales.
| Revêtement                            | Caractéristiques | Fonction                       |
| ------------------------------------- | --- | ------------------------------ |
| Gravier-gazon                         | Excellente perméabilité, permet un fort développement végétal. | Parkings, chemins piétonniers. |
| Gravier concassé                      | Bonne perméabilité au début mais peut se colmater, faible cout d’entretien. | Parkings, chemins piétonniers  |
| Gravier rond                          | Très bonne Perméabilité | Espaces publics piétonniers    |
| Terre battue                          | Bonne perméabilité à condition d’utiliser un liant végétal. Nécessite un fort entretien en désaccord avec une gestion différenciée (feuilles mortes, etc. peuvent en se décomposant colmater le matériau) | Espaces publics piétonniers    |
| Copeaux de bois                       | Bonne perméabilité, peut exiger une forte recharge en matériaux. | Espaces publics piétonniers    |
| Dalles alvéolées                      | Surface perméable de faible entretien | Parkings                       |
| Pavés en pierre naturelle ou en béton | Bonne perméabilité, si les joints sont réalisés en sable, on note un plus fort développement végétal. Il est possible d’imaginer réutiliser le béton de la friche.                                        | Parkings                       |

##### La gestion différenciée: un principe à généraliser
De nombreuses pratiques sont à généraliser dans l’aménagement des espaces verts, nous pouvons citer ci-dessous des bonnes pratiques de gestion différenciée : 
- Accueillir les espèces qui se développent naturellement, ne pas les considérer systématiquement comme des « mauvaises herbes » ;
- Laisser une partie des pelouses en prairie fleurie qui se développeront d’autant mieux lorsque le terrain est pauvre, ce qui peut être le cas d’une friche au sol dégradé ;
- Dans les plantations, favoriser les plantes indigènes à nectar et à baies qui permettront d’attirer les insectes pollinisateurs
- Favoriser les plantes vivaces aux annuelles, favoriser les plantes aromatiques
- Réutiliser les pierres, morceaux de béton du patrimoine de la friche dans la création de murets favorables au développement d’insectes, de crapauds…
- Créer des dépressions permettant le développement de mares (saisonnières ou annuelles)
- Fermer certains espaces d’accès au public par l’utilisation de clôtures en bois
- Favoriser la présence d’animaux insectivores, notamment les chauves-souris par l’absence d’éclairage public dans les parcs aménagés

Ces recommandations, non exhaustives, généralisées à l’ensemble des aménagements urbains permettraient une amélioration continue de la richesse de la biodiversité. Si peu de travaux ont été menés sur le sujet, ils expliquent qu’une corrélation entre biodiversité et bien-être des citoyens est possible.

##### Gérer les eaux pluviales à la parcelle
Quel que soit l’aménagement, il convient de gérer les eaux pluviales. Dans un contexte d’aménagement durable, l’utilisation des espaces verts comme infrastructure de gestion des eaux pluviales devient particulièrement pertinente. En effet, cette nouvelle hydraulique urbaine permet de réintégrer la ville dans le cycle naturel de l’eau. En outre, ces dispositifs permettent de limiter les risques d’inondation en aval du site et la pollution des milieux naturels.
Par ailleurs, les ouvrages de gestion alternative des eaux pluviales peuvent constituer des habitats à part entière. En effet, l’établissement de zones potentiellement humides vient accroître la diversité des milieux présents sur la friche. L’intérêt pour la biodiversité est particulièrement important : la plupart de ces systèmes alternatifs font réapparaître l’eau à la surface, or le milieu aquatique ou humide est un des plus riches, quelle que soit sa localisation et pour peu qu’il ne soit pas pollué.
Les dispositifs tels que les noues, les fossés ou encore les bassins s’intègrent de manière harmonieuse à l’aménagement tout en favorisant une faune et une flore diversifiées.

## Écologie
Les friches urbaines se trouvent le plus souvent en plein cœur des villes et vont donc présenter des facteurs écologiques différents de ceux que l’on peut retrouver dans les milieux naturels. Ces différentiations vont avoir pour conséquence d’influencer la biodiversité présente dans ces milieux. Ces facteurs peuvent être la température moyenne liée à la formation d’îlots de chaleur urbains, la pollution de l’air, la pollution lumineuse, etc.
Ces facteurs écologiques ne permettent néanmoins pas d’expliquer la différence entre les friches et les différents espaces verts présent en centre-ville. C’est la nature de leur sol qui peut expliciter ces disparités, étant en effet le plus souvent très éloignée de la nature d’un sol dit « naturel ». 
De manière non exhaustive, trois « types de sol » sont le plus souvent rencontrés dans le cas des friches industrielles 
Les sols en remblai
Ce sont des sols déstructurés et compactés, composés d’éléments grossiers qui vont  les rendre très drainant, avec une réserve en nutriment faible pour les plantes (absence de complexes argilo-humique). Les caractéristiques de ces sols vont aussi empêcher les racines de s’enfoncer plus ou moins profondément. Ces sites peuvent avoir été pollués par d’anciennes activités humaines, les concentrations trop élevées en anions et cations des éléments minéraux présents dans le sol pourront perturber la croissance et le développement de certaines plantes. 
Les sols en remblai sont dépourvus de végétation ou possèdent une végétation moyennement dense, avec uniquement quelques espèces arborées pionnières. Les formations boisées ne vont pas atteindre leur taille maximale. Les premières espèces végétales colonisant ces habitats sont souvent des espèces invasives, elles peuvent ensuite empêcher des nouvelles espèces de s’implanter. Provenant souvent d’autres secteurs géographiques, elles ne vont pas permettre le développement d’une faune diversifiée.
Les dalles et enrobés
Ce sont des milieux stériles et dépourvus de végétation : impossibilité pour les graines de s’enfouir et de germer par manque d’accès à l’eau.
Cependant, les dalles vont finir par se dégrader, l’apparition de fissures va rendre accessible le sol en dessous et il sera alors possible pour la végétation d’occuper ces espaces. 
Les « sols naturels » souillés

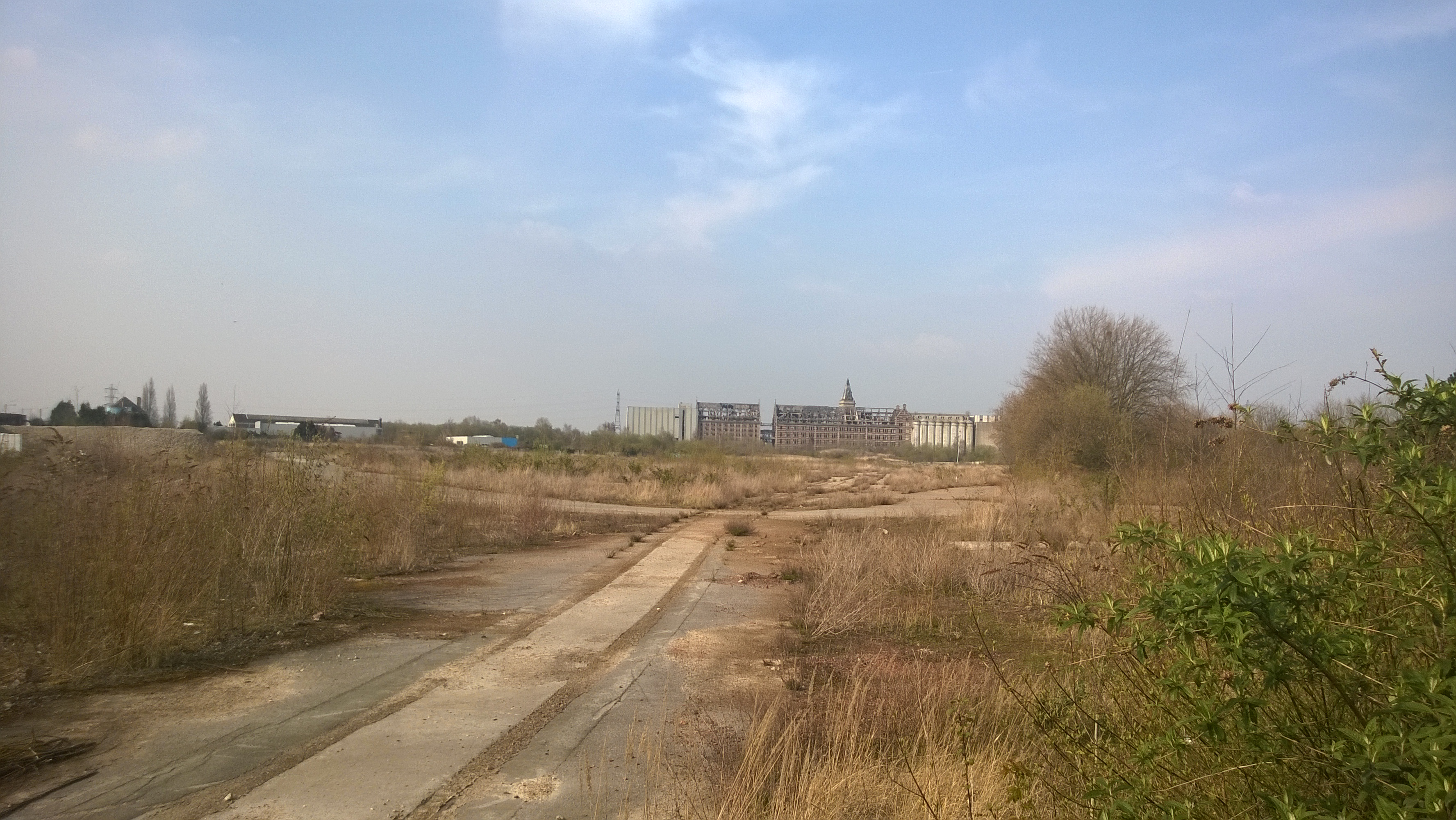
Dalle sur une friche à Marquette-Lez-Lille (59)

Ce sont des terrains dits « naturels » sans bâtiments ou sans apport de matériaux mais qui ont été dégradés par des activités humaines (exemple : stockage de matériels, de fûts, etc.). On va y retrouver le plus souvent une pollution de type métallique et hydrocarburé. 
Ainsi ces sols vont posséder une bonne structure et texture mais la concentration en polluant élevé peut être toxique pour certaines espèces. Toutefois elle peut aussi en favoriser d’autres, comme les espèces métalloïdes (ex : Armeria maritima subsp. Halleri, Arabidopsis halleri, etc.)

### Un écosystème à part entière
D’un point de vue taxonomique, la richesse en espèces végétales est plus importante dans les grandes agglomérations que dans les zones rurales. En effet on y retrouve la présence de plantes introduites par l’homme. Ce qui explique que les villes peuvent parfois avoir une biodiversité plus riche que les espaces environnants.
Les friches urbaines vont contenir une part importante de la biodiversité des villes. En effet selon plusieurs études, elles  contiendraient une biodiversité plus importante que les autres espaces verts tels les parcs, pelouses ou même les forêts urbaines. La diversité floristique que l’on peut y retrouver s’explique par l’absence de gestion de ces milieux, on va donc y retrouver une biodiversité proche de celles des milieux agropastoraux traditionnels.
Les friches vont aussi par ailleurs être peuplées de nombreuses espèces exotiques telles que :

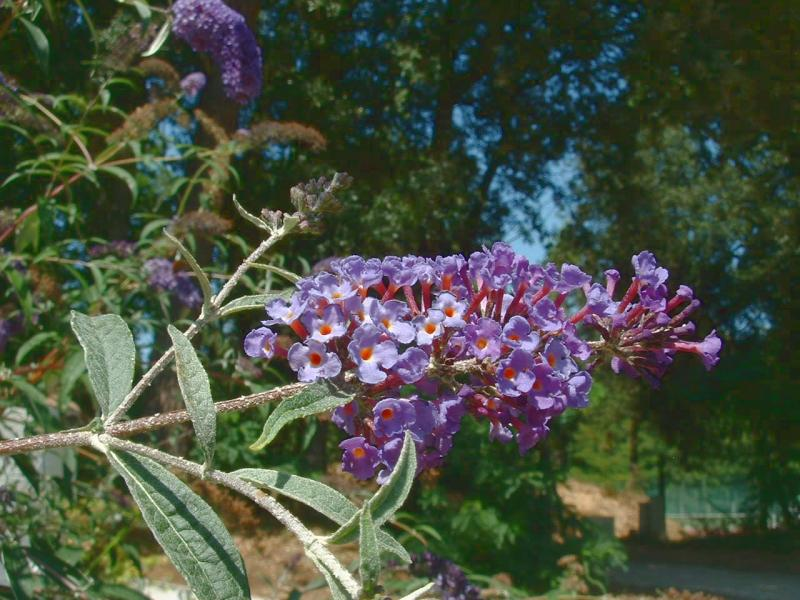
Buddleia de David
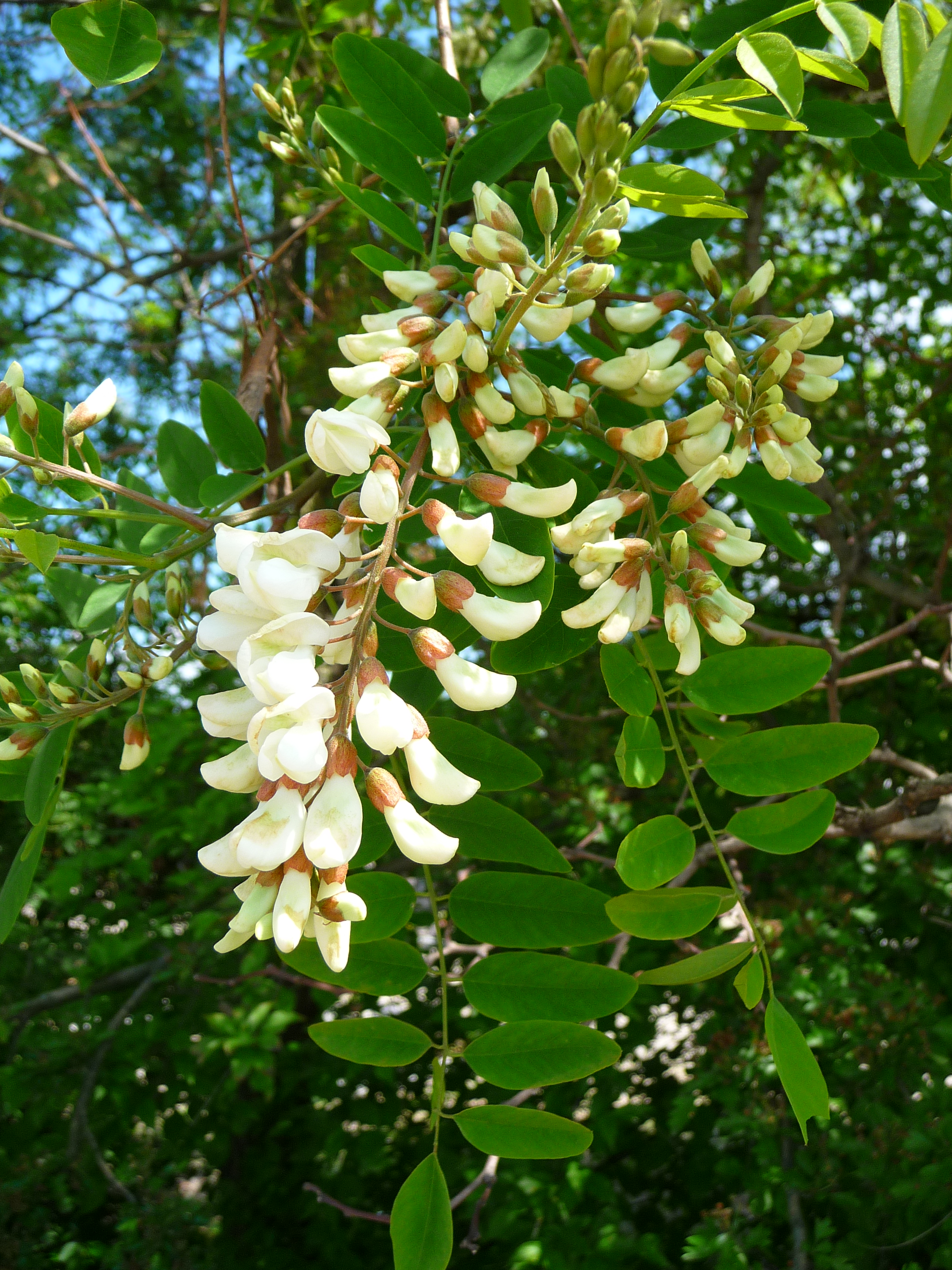
Robinier Faux Acacia
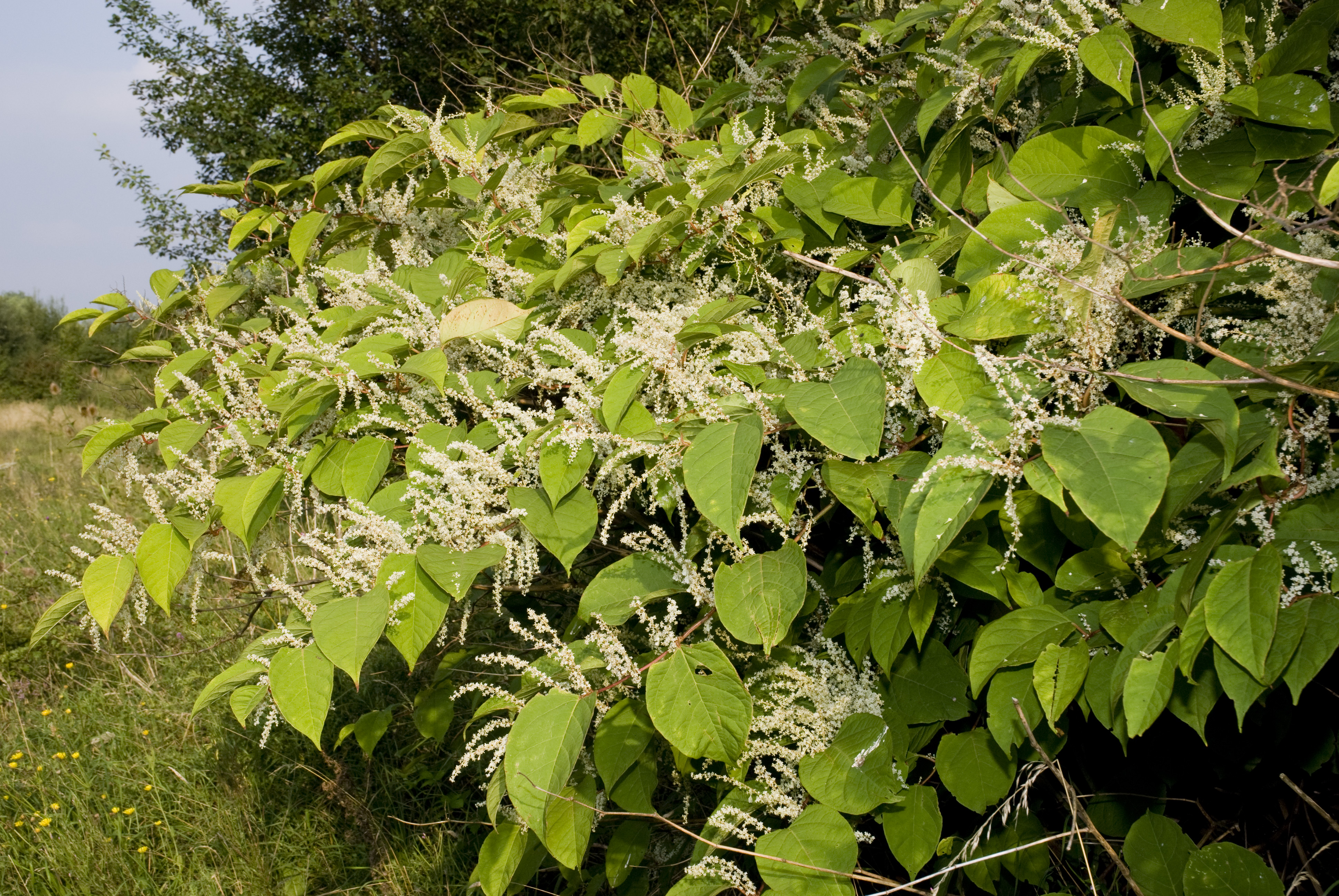
Renouée du Japon

La présence de ces espèces peut, en revanche, avoir comme conséquence d’empêcher la colonisation et le développement d’essences locales. 
Il existe différents facteurs pouvant expliquer cette biodiversité spécifique. Ainsi six groupes de fonctions caractéristiques aux friches ont été définis : 
| Caractéristiques de la friche | Éléments de définition |
| ----------------------------- | --- |
| Surface                       | Très variable, plus la friche est grande plus la diversité des espèces est élevée Si la surface est supérieure à 5 ha, il y a une augmentation de la probabilité de trouver des oiseaux d’espaces ouverts. La surface ne va pas jouer pour certaines espèces (exemple : coccinelles) |
| Âge                           | Jeunes friches : dominance des plantes annuelles L'âge de la fiche va modifier la structure de la végétation et donc influer sur la diversité faunique Pour accroître la richesse spécifique : maintenir une partie de la fiche à un stade écologique pionnier |
| Sol                           | Structure généralement modifiée par les activités humaines Caractérisés par une large distribution des substrats, leur composition chimique est très variable d’une friche à l’autre. Dans 100 % des cas : propriétés des sols dégradés vont influencer la distribution des espèces végétales Dans 50 % des cas : influence sur les espèces d’insectes. Le rapport carbone/azote est le seul à pouvoir prédire la composition des espèces végétales d’un type de friche industrielle. Contamination possible du sol par de fortes concentrations en métaux lourds. |
| Microclimat                   | Peut être très variable d’une friche à l’autre en fonction de son emplacement |
| Perturbations anthropiques    | Les hommes ainsi que les animaux domestiques peuvent pénaliser la biodiversité des friches. Certaines espèces vont être plus résistantes au piétinement (exemple : polygonoum aviculare, plantago major) Fréquentation humaine des lieux n’a pas d’impacts majeurs sur la richesse spécifique de la friche. |
| Structure de la végétation    | Développement de la végétation va influencer les populations d’oiseaux et d’insectes. En fonction des différents stades de successions écologiques les espèces présentes dans les friches seront différentes. |

En plus de la biodiversité présente directement dans les friches, plusieurs études ont démontré que leur présence à proximité d’espaces verts va être bénéfique à la richesse spécifique des différents groupes taxonomiques pouvant être présents dans chacun de ces milieux.
Il existe donc une grande diversité de friches urbaines possédant des facteurs écologiques et des sols caractéristiques qui vont influencer la biodiversité présente sur ces espaces. Cette biodiversité est une des plus importantes dans les milieux urbains et s’explique par l’absence de gestion des milieux. 
Ainsi afin de déterminer quelles espèces floristiques et faunistiques sont présentes dans les friches urbaines (polluées ou non) et leurs différentes stratégies adaptatives, différents facteurs sont à prendre en compte : les caractéristiques géographiques, climatiques, typologiques, édaphiques ou anthropiques. 
Ces espaces, de par leur positionnement géographique sont désormais de plus en plus convoités, ce qui représente une menace pour la biodiversité.

## Monographies
L'historien Nicolas Offenstadt a parcouru et étudié les friches de l'ex-RDA dans son ouvrage Urbex RDA. L’Allemagne de l’Est racontée par ses lieux abandonnés (2019) : notamment les usines, les magasins, les maisons de la culture, les tours d'habitation et les abattoirs.
Le géographe François Leimdorfer montre, en prenant l'exemple d'Abidjan, que les friches, les terrains vagues et plus généralement les espaces non occupés sont les principaux lieux d’occupation des quartiers précaires et du commerce informel.